# 역 (논리학)
논리학에서, 어떤 조건 명제의 역(逆, 영어: converse)은 그 조건 명제의 가정과 결론을 뒤바꿔 얻는 명제이다. 예를 들어, 'p이면 q이다'라는 명제의 역은 'q이면 p이다'이다. 명제의 역은 그 명제의 이와 동치이다.

## 성질

### 진리표
명제 p→q와 그 역 q→p의 진리표는 다음과 같다.
| p    | q    | p→q  | q→p  |
| ---- | ---- | ---- | ---- |
| 참   | 참   | 참   | 참   |
| 참   | 거짓 | 거짓 | 참   |
| 거짓 | 참   | 참   | 거짓 |
| 거짓 | 거짓 | 참   | 참   |

이에 따라 어떤 명제가 참이거나 거짓이더라도 그 역이 참이거나 거짓일 필요는 없다.

## 같이 보기
- 이 (논리학)
- 대우 (논리학)
- 부정 (논리학)